# Torres d'Alàs
Torres d'Alàs – miejscowość w Hiszpanii, w Katalonii, w prowincji Lleida, w comarce Alt Urgell, w gminie Alàs i Cerc.
Według danych INE z 2005 roku miejscowość zamieszkiwało 20 osób.